# Rannametsa
Rannametsa – wieś w Estonii, w prowincji Parnawa, w gminie Häädemeeste.